# Майкл Брук
Майкл Брук (англ. Michael Brook, народився в 1952 році в Торонто) — канадський гітарист-новатор, винахідник, музичний продюсер і кінокомпозитор, член Американського товариства композиторів, авторів і видавців (ASCAP). Грає в багатьох жанрах, включаючи рок, електронну музику, етнічну музику, мінімалізм. Створив і постійно використовує в своїх записах електрогітару з нескінченним сустейном, яку назвав «Нескінченною гітарою» (англ. «Infinite guitar»). З Майклом Бруком співпрацювало, записувалося і виступало багато відомих музикантів різних жанрів, серед, яких: Дживан Гаспарян, Едж, Браян Іно, Роберт Фріпп, Даніель Лануа, Джон Хассель, Девід Сілвіан, Браян Феррі, тощо.

## Біографія
Майкл Брук народився і виріс в канадському місті Торонто. В юності захоплювався фотографуванням. Після школи, погравши на гітарі в кількох музичних гуртах і досягнувши, на його думку, музичної «стелі», вирішив дізнатися про музику більше і вступив до Йоркського університету де вивчав електронну музику, психологію в мистецтві і електроніку. В освітню програму входило дослідження впливу африканської музики на американську. Майкл зблизився з викладачами відділення східної музики, серед яких був трубач та композитор Джон Хассель, композитор-мінімаліст Ла Монте Янг і класичний індуський співак Пандіт Пран Нат. Восени 1976 року він взяв участь у записі першого альбому Джона Хасселя «Vernal Equinox» як один із звукорежисерів, а на початку 80-х концертував з його ансамблем як музикант.
З ростом творчих перспектив після висунення в 1993 році документального фільму з музикою Брука на «Оскар», він переїхав в Лос-Анджелеса і оселився в районі Голлівудських пагорбів, де відкрив свою домашню студію La Lavanderia. Гастролював як учасника гурту Девіда Сільвіана та Роберта Фріппа з фінальним концертом в Королівському Альберт-Холлі в грудні 1994 року, який задокументований на диску «Damage: Live». Він починав концерти з соло на гітарі, демонструючи ефект «Нескінченної гітари». В 1998 році вийшов триб'ют-альбом пісень співака Хосе Хосе «Volcán: Tributo a José José». В січні-лютому 2007-го Брук виступав на маленьких майданчиках в Канаді і США.

## Гра на гітарі
У молодості Брук грав у багатьох блюз-рокових гуртах Торонто, намагаючись грати якомога швидше. Пізніше він зненавидів такий стиль гри, вважаючи його сильно гімнастичним і бездушним. Виступаючи наприкінці 70-х років на концертах у складі гурту The Everglades, він був відомий грою без перерви між піснями.
Інтерес Брука до вібрато і орнаментики, які властиві арабській та індійській музиці, бажання привнести ці елементи в свою гру і невдоволеність доступним устаткованням для збільшення сустейна, спонукали його до технічних експериментів під час запису дебютного альбому «Hybrid». Так була створена «Нескінченна гітара», і орнаментовані пасажі стали основним елементом гри Майкла Брука.
Майкл Брук не використовує звичну для рок-музики техніку запису гітари через ламповий підсилювач, гучномовець і мікрофон або їхні електронні симулятори. Він підключає інструмент до мікшера через передпідсилювач лише для підняття рівня сигналу, отримуючи таким чином звук гітари, а не підсилювача.

## Дискографія

### Студійні та концертні альбоми
- Hybrid (1985 EG) — за участю Браяна Іно і Даніеля Лануа;
- Sleeps with the Fishes (1987 4AD) - спільно з Пітером Нотеном з Clan of Xymox;
- Mustt Mustt (1990 RealWorld) — спільно з Нусрат Фатех Алі Ханом;
- Cobalt Blue (1992 4AD);
- Live at the Aquarium (1993 4AD);
- Shona (1995 Sine);
- Damage: Live (1994 Virgin) — спільно з Девідом Сільвіаном та Робертом Фріппом;
- Dream (1995 RealWorld) — спільно з У. Шрінівасом.
- Night Song (1996 RealWorld) — спільно з Нусрат Фатех Алі Ханом;
- Star Rise (1997 RealWorld) — ремікси композицій з альбомів Mustt Mustt і Night Song;
- Black Rock (1998 RealWorld) — спільно з Дживаном Гаспаряном;
- Assembly (2002 RealWorld) — спільно з Хукве Завосе;
- RockPaperScissors (2006 Canadian Rational);
- BellCurve (2007);
- Penumbra (2008 Canadian Rational/bigHelium) — спільно з Дживаном Гаспаряном.

### Саундтреки
- «Полонений» (1986) (англ. «Captive»);
- «Тепло» (1995) (англ. «Heat»);
- «Алігатор-альбінос» (1997) (англ. «Albino Alligator»);
- «Скорбота» (1999) (англ. «Affliction»);
- «Злочин і кара по-американськи» (2000) (англ. «Crime and Punishment in Suburbia»);
- «Місія нездійсненна 2» (2000) (англ. «Mission Impossible 2»);
- «Чорний яструб» (2001) (англ. «Black Hawk Down»);
- «Шарлотта іноді» (2002) (англ. «Charlotte Sometimes»);
- «Індія: Королівство тигра» (2002) (англ. «India: Kingdom of the Tiger»);
- «Tre» (2007)
- «Незручна правда» (2002) (англ. «An Inconvenient Truth»);
- «У диких умовах» (2007) (англ. «Into the Wild»);
- «Americanese» (2008)
- «Дорожнє кіно» (2009) (англ. «Road, Movie»);
- «Боєць» (2009) (англ. «The Fighter»);
- «Я йду — не плач» (2010) (англ. «EL Infierno»);
- «Пекло» (2010) (англ. «Country Strong»);
- «Дарвін» (2011) (англ. «Darwin»);
- «Еко-пірат: Історія Пола Вотсона» (2011) (англ. «Eco-Pirate: The Story of Paul Watson»);
- «The Perks of Being a Wallflower» (2012).

### Саундтрек альбоми
- Captive (1986 Virgin) — спільно з Еджем;
- Albino Alligator (1997 4AD);
- Affliction (1999);
- India: Kingdom of the Tiger (2002);
- An Inconvenient Truth (2006);
- Into the Wild (2007 Lake Shore).

### Як акомпаніатор
- Power Spot (ECM, 1986) — з Джоном Хасселем

## Нагороди
- Альбом «Night Song» — спільно з Нусрат Фатех Алі Ханом:
  - Висунутий на премію «Греммі» в категорії «Найкращий альбом етнічної музики» (1997).[8]
- Музика до фільму «У диких умовах» — спільно з Кейкі Кінгом і Едді Веддером:
  - Висунута на премію «Золотий глобус» у категорії «Найкраща музика для повнометражного фільму» (2008);
  - Висунута на премію Товариства онлайнових кінокритиків в категорії «Найкраща музика» (2008).[9]